# 岡村正

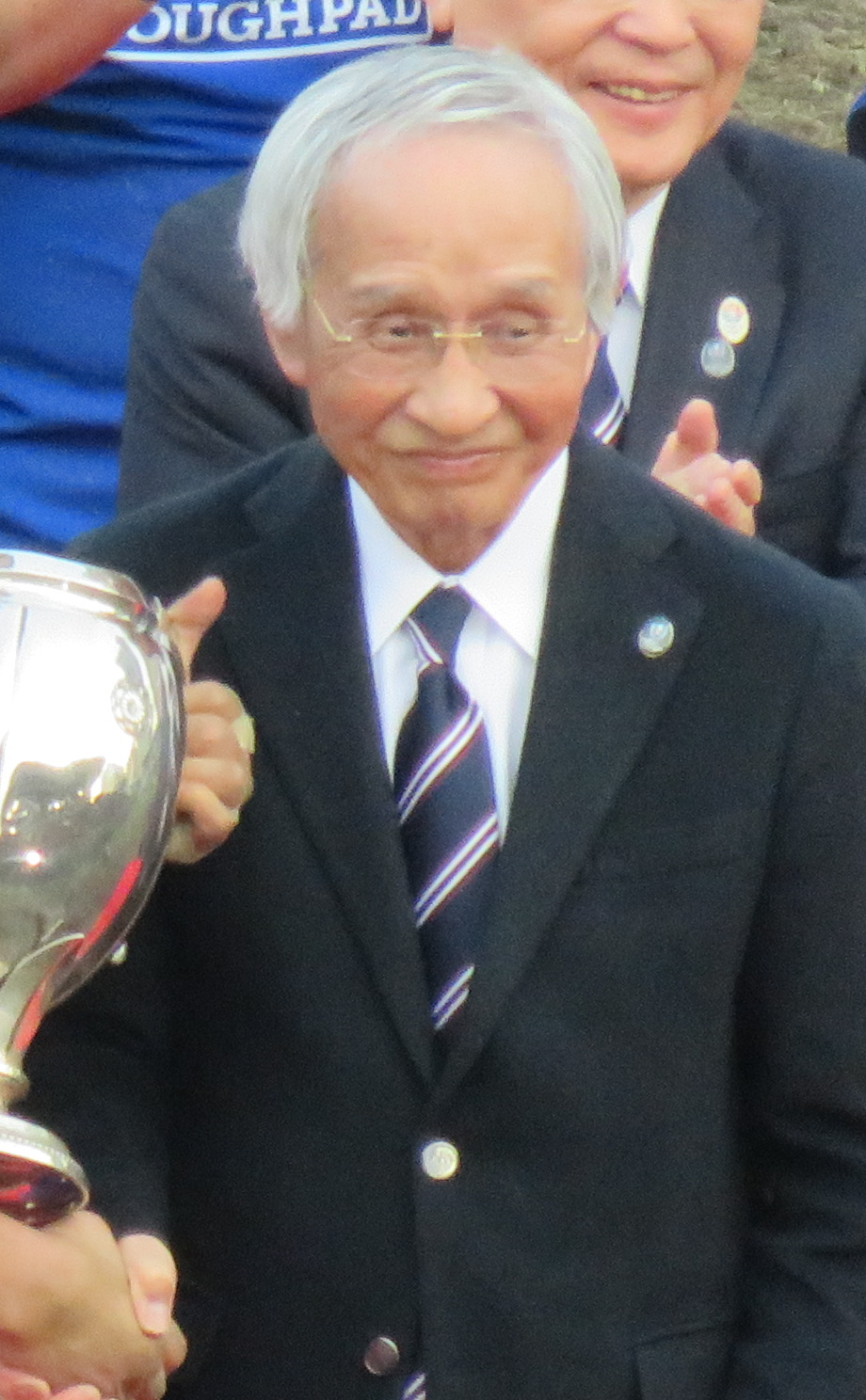
岡村正

岡村 正（おかむら ただし、1938年7月26日 - ）は、日本の経営者・財界人。東芝名誉顧問、日本商工会議所名誉会頭、NPO法人日本防災士機構評議員などを務めている。父は元陸軍大佐で孫子研究家の岡村誠之。兄は元警視庁副総監の岡村健。

## 経歴
東京都立戸山高等学校から東京大学に進学。大学ではラグビー部、斎藤眞ゼミにそれぞれ所属した。1962年に東京大学法学部を卒業し、東京芝浦電気（現：東芝）に入社。1973年にウィスコンシン大学経営学修士課程を修了。1994年に取締役（情報処理・制御システム事業本部長）、1996年に常務取締役となった。
2000年6月に東芝社長に就任し、肥大化して脆弱になった東芝グループの事業再編を進め、経営体質の強化を進めた。2003年デジタルコンテンツ協会会長。2005年7月に同社会長となり、同時に日本経済団体連合会（日本経団連）副会長に就任。2007年11月から、2013年11月まで日本商工会議所の第18代会頭を務めた。以来、財界、およびそれを代表した委員として参加する公的機関などでの社会活動を積極的に行っている。
2015年春の叙勲で旭日大綬章受章。
2015年6月、公益財団法人日本ラグビーフットボール協会会長に就任。2019年6月、日本ラグビーフットボール協会名誉会長に就任。
2016年、東芝名誉顧問に就任。

## 発言・公的活動
- 2008年9月1日に辞任を表明した福田康夫首相に対しては、「突然の辞任に驚きを禁じえない」「臨時国会を目前に控え、総合経済対策もまとまり、消費者庁設置など諸改革の実行がこれからというときだけに残念だ」「自民党は挙党態勢を組み、山積している課題解決に全力をあげるべきだ」などと述べた[8]。
- 日本銀行の総裁人事を巡り与党の自由民主党と野党の民主党が対立し、2008年3月に同総裁が空席となった際には「金融不安の中、日本が国際的責務を果たせるかが危ぶまれる」「（与野党は）国民目線での議論に立ち返るべき」と苦言を述べ、民主党にも経済問題を重視した協調路線への政策転換を求めた[9]。
- 2008年2月に伊勢神宮の遷宮に対する「式年遷宮奉賛会」の会長に就任し、他にも多くの審議会などへの参加、各地の企業・研究施設視察や講演活動を続けている。

## トピックス
ラグビー選手としての体験から、勝利によって初めて真のチームワークが完成するという哲学を持ち、企業経営にもこれを反映させている。また、社長就任後も積極的に各事業所を訪問し、生産や販売現場の状況把握や社員との対話を進めたとされる一方、自分の後継者となる次期社長の決定では、パソコン部門での成功を収めた西田厚聰を推薦した上で社内の指名委員会が決定するという、アメリカ的な人事の透明性を確保する制度の導入を進めた。
2001年に東芝の社内企業（部門別企業）である東芝・家電機器社が日本アムウェイとOEM供給を結び、これをアムウェイ側が「戦略的提携」と発表しようとした際、岡村は本社の社長としてこれに強い不快感を示し、同発表を取りやめさせた上で、OEM供給自体も全自動洗濯乾燥機の1商品のみで打ち切らせた。これは岡村がマルチ商法（連鎖販売取引）と呼ばれるアムウェイの販売手法に根深い不信感を持っていたためとされている。